# Dóczy Lajos
Báró németkeresztúri Dóczy Lajos, születési és 1872-ig használt nevén Dux Lajos (Sopron, 1845. november 29. – Budapest, 1919. augusztus 27.) zsidó származású magyar közéleti személyiség, a Külügyminisztérium osztályfőnöke, udvari és miniszteri tanácsos, magyar újságíró, költő.

## Életpályája
Atyja Dux Mór bőrkereskedő volt, aki a szabadságharc alatt tönkrement. Édesanyja Rosenberg Róza. Atyja, miután a szabadságharc alatt szerencsétlen vállalatok vagyonát teljesen tönkretették, családjával Németkeresztúrra költözött és sógorának, Rosenberg Mórnak üzletébe lépett, mint üzletvezető. Fia, Lajos onnét Nagykanizsára ment Lövingernéhez, anyja nővéréhez, akinek elemi zsidó iskolájában elvégezte a hat elemi osztályt; azután Keresztúron a talmudikus tudományokba avatta be a község tanítója. 1856-ban a soproni gimnáziumba adták szülei, s itt Rákosi Jenővel együtt az ifjúság vezetője lett. Bevégezvén középiskolai tanulmányait, a bécsi egyetemen jogot hallgatott és a Presse szerkesztőségének is tagja lett. Ó tudósította a koronázásról a Presse-t, és cikkei nagy feltűnést keltettek. Mint tudósító annak az irodalmi társaságnak központjába került, amelynek Ágai Adolf, Asbóth Lajos, Hevesi László, Kaas Ivor, Kónyi Manó, Lőw Tóbiás és Rákosi Jenő voltak éltetői. Ő is állandóan írogatott az akkor magas nívójú Borsszem Jankó című politikai élclapba, egyúttal hírlapi cikkekben lelkes védője volt Deák Ferenc politikájának. Horvát Boldizsár 1868-ban a miniszterelnökségre rendelte őt be fogalmazónak, de már 1872-ben Andrássy Gyula gróf külügyminiszter magával vitte Bécsbe, s Dóczi rövid időn belül magyar udvari tanácsos és miniszteri osztálytanácsos, ugyanakkor a Kisfaludy- és a Petőfi Társaság tagja lett. 1878. június 8-án nemességet, majd 1900. március 13-án bárói címet, valamint a „németkeresztúri” nemesi előnevet szerzett I. Ferenc József magyar királytól.
Publicisztikai tevékenységét sohasem szüneteltette. Munkatársa volt a Presse-nek, a Pesti Napló-nak, Hírmondó-nak, a Reformnak, a Fremdenblatt-nak.

## Munkássága
Színdarabjai egymás után kerültek színre: Az utolsó próféta (Jeruzsálem pusztulását tárgyalja, Budán mutatták be 1869-ben); Csók (Teleky-díjat nyert vígjáték, Nemzeti Színház, 1874; Burgtheater 1877); Utolsó szerelem (vígjáték, Nemzeti Színház 1884; Burgtheater 1885); Széchy Mária (történelmi dráma, Nemzeti Színház 1886); Vegyes párok (vígjáték, Nemzeti Színház, 1889); Vera grófnő (tragédia). Híressé azonban Faust-fordításával (1872) tette magát 1887-ben, amikor a Nemzeti Színház az ő fordításában először adta azt elő magyarul. Németre viszont hetedikként ő fordította le Madách Imre Az ember tragédiája című munkáját (1892, Hamburgban mutatták be). Ellinor királyleány című vígjátéka (1896) megnyerte a Teleki-pályadíjat. Munkatársa volt az akkori valamennyi számottevő magyar nyelvű szépirodalmi és napilapnak. Különösen a Neues Pester Journalban Onkel Tóbiás álnéven megjelent írásai voltak népszerűek. Egyéb művei: Névtelen levelek Tisza Kálmánhoz (1872); Költemények (1890); Beszélyek és vázlatok (1890.); Carmela Spadaro (novella, 1890); Friedrich Schiller összes költeményei (1902); Wallenstein-trilógia (a Nemzeti Színház számára, 1904); Goethe költeményei (1906). Arany János és Vörösmarty Mihály számos költeményét fordította le németre, több operaszöveget magyarra fordított és Johann Strauss számára ő írta a Pázmány lovag szövegét.
Álnevei: Omikron, Claire, Omega, Onkel Tóbiás.

## Házassága és leszármazottjai
Feleségül vette Bécsben 1879. október 20-án Ilona Mayer von Gunthof (*Bécs, 1862. szeptember 2. – Bécs, 1930. június 6.) kisasszonyt. A nejétől, 1891. október 9-én vált el.
Gyermeke:
- báró Dóczy Péter Gyula (*Bécs, 1881. október 26. – Bad Ischl, 1962. december 26.). Neje, báró Suzanne von Ferstel (*Bécs, 1895. február 11.– Bécs, 1974. május 13.)

## Művei
- Goethe, Faust. Tragédia magyarra ford. I. rész. Pest, 1872. (A II. részből töredékek vannak Költeményei czímű munkájában, Budapest, 1890.)
- Névtelen levelek Tisza Kálmánhoz az új programm alkalmából. Ugyanott, 1872. (Különnyomat a Reformból.)
- Sakk a királynak, vígjáték 4 felv. Schauffert után ford. Dux L. Uo. 1873. (Nemzeti Szinház Könyvtára 27.)
- Csók, vígh. 4 felv. Bpest, 1874. (Ism. Petőfi Társaság Lapja 1877. 11. sz. Ellenőr 62. sz. 2. kiadás 1878. 3. k. 1881. 4. k. 1886. 5. k. 1891. Uo. Németül, Bécs, 1879.)
- Utolsó szerelem, tört. vígjáték. Uo. 1880. (2. átdolgozott kiadás. Uo. 1888. Németül. Lipcse, 1887. és Stuttgart, 1891.)
- Széchy Mária, tört. szinmű. Uo. 1885. (Ism. P. Napló 349. sz. sat. Németül: Stuttgart, 1891.)
- Merlin, dalmű 3 felv. ford., zenéje Goldmarktól. Uo. (1887. M. kir. Operaház Könyvtára.)
- Vegyes párok, szinmű 3 felv. Uo. 1889.
- Költeményei. Uo. 1890. (Ism. Főv. L. 1889. 341. 351. sz. Nemzet 341. sz.)
- Beszélyek és vázlatok. Uo. 1890. Két köt. (Ism. Nemzet 1889. 314. sz. Bud. Hirlap 317. sz. Bud. Szemle LXI.)
- Carmela Spadaro. Novelle. Stuttgart, 1890.
- Vera grófnő, szomoruj. 3 felv. Uo. 1891. (Szépirod. Könyvtár II. sz.)
- Die Tragödie des menschen. Dramatisches Gedicht von Emerich Madách. Aus dem Ungar. übersetzt. Uo. 1891. (2. kiadás. Uo. 1892.)

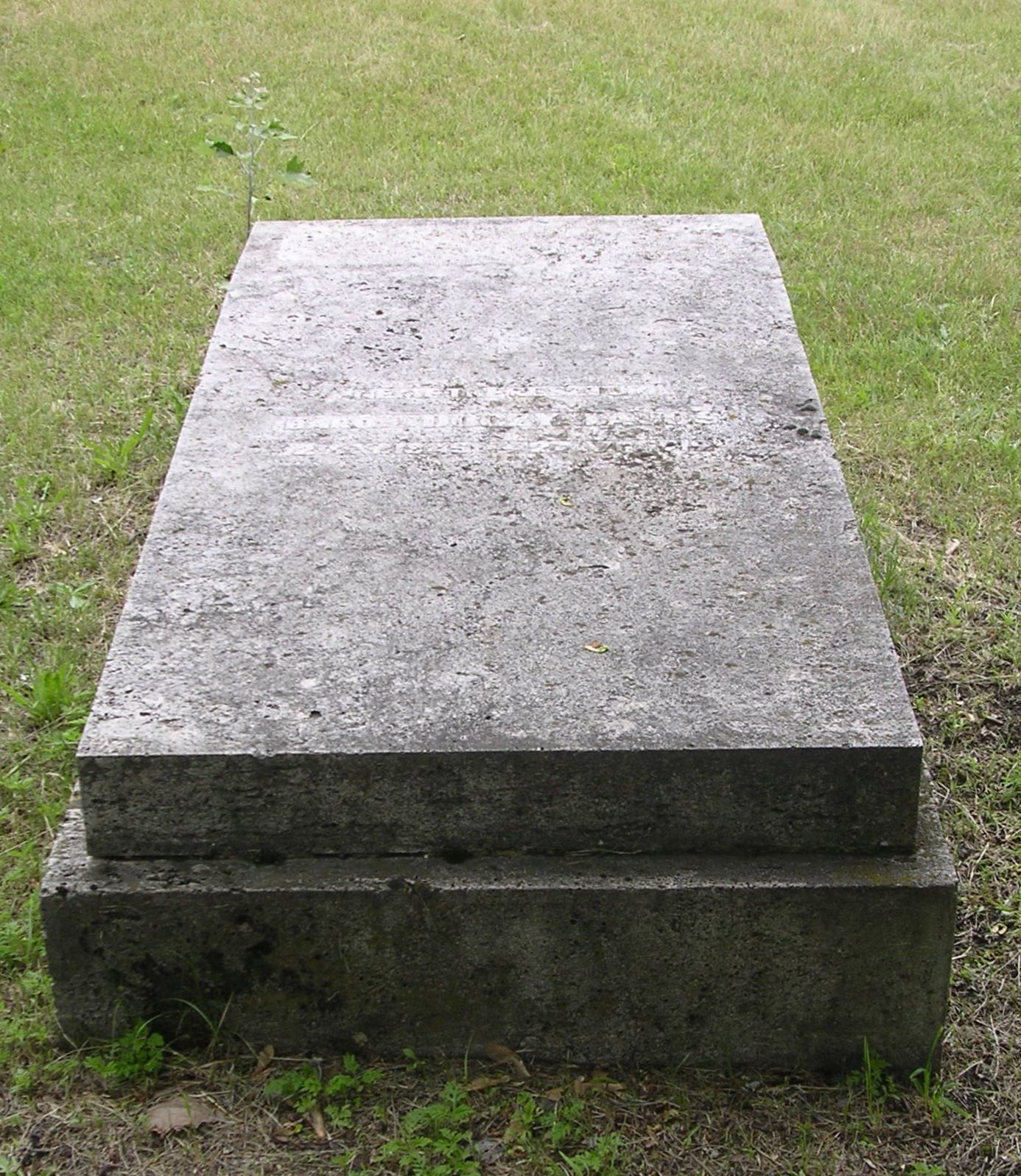
Sírja a Fiumei úti sírkertben